# Jürgen von Farensbach

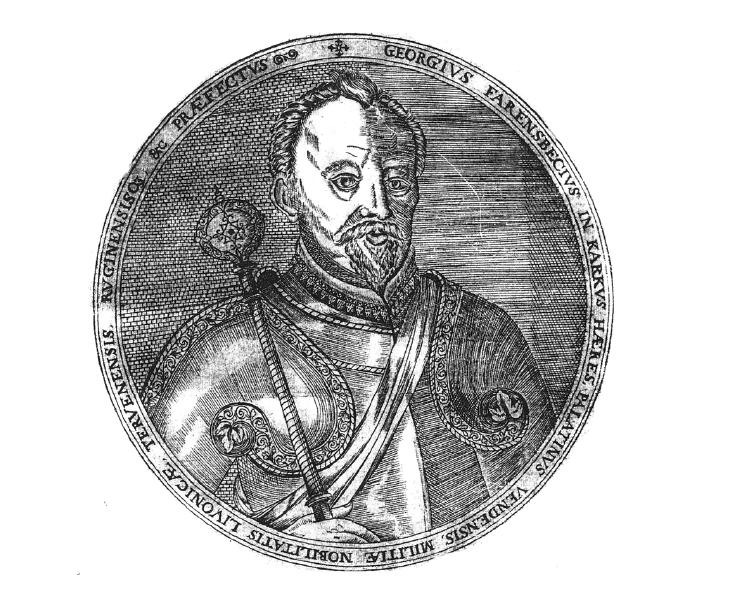
Jürgen von Farensbach.

Jürgen von Farensbach, född 1551, död 1602, var en militär av tysk-baltiskt ursprung. Han var far till Georg Wolmar von Fahrensbach.
Efter att ha tjänat i olika arméer, bland annat den svenska, kom Farensbach i dansk tjänst och utnämndes av Fredrik II till ståthållare på Ösel. Denna post behöll han en tid efter det han 1580 inträtt i polsk tjänst men anslöt sig sedan helt till Polen. Han följde Sigismund under dennes krigståg i Sverige och deltog i slaget vid Stångebro.